# Павлище
Павлище (пол. Pawliszcze) — частина села Гута Любицька у Польщі, розташоване в Люблінському воєводстві Томашовського повіту, ґміни Любича-Королівська.